# Circoscrizione Catania-Messina-Siracusa-Ragusa-Enna
La circoscrizione Catania-Messina-Siracusa-Ragusa-Enna era una circoscrizione elettorale italiana per l'elezione dell'Assemblea Costituente, nel 1946 (circoscrizione XXIX), e della Camera dei deputati, dal 1948 al 1993 (circoscrizione XXVIII).
Comprendeva le province di Catania, Messina, Siracusa, Ragusa e Enna.
Era prevista dalla Tabella A di cui al decreto legislativo luogotenenziale 10 marzo 1946, n. 74, poi ripresa dalla legge 20 gennaio 1948, n. 6 e dal decreto del presidente della Repubblica 30 marzo 1957, n. 361.
Nel 1993 la circoscrizione fu soppressa contestualmente all'istituzione della circoscrizione Sicilia 2.
Di seguito i risultati di lista e i deputati eletti, ordinati secondo il numero di preferenze ottenute.

## Elezioni politiche 1946
| Liste                                           | Voti    | %     | Seggi |
| ----------------------------------------------- | ------- | ----- | ----- |
| Democrazia Cristiana                            | 360.743 | 36,49 | 10    |
| Unione Democratica Nazionale                    | 146.371 | 14,81 | 4     |
| Partito Socialista Italiano di Unità Proletaria | 107.297 | 10,85 | 3     |
| Movimento Indipendentista Siciliano             | 92.273  | 9,33  | 2     |
| Fronte dell'Uomo Qualunque                      | 89.679  | 9,07  | 2     |
| Partito Comunista Italiano                      | 63.983  | 6,47  | 1     |
| Blocco Nazionale della Libertà                  | 52.071  | 5,27  | 1     |
| Partito Repubblicano Italiano                   | 29.813  | 3,02  | -     |
| Partito d'Azione                                | 16.378  | 1,66  | -     |
| Movimento Nazionale per la Ricostruzione        | 14.092  | 1,43  | -     |
| Partito Indipendente Siciliano del Lavoro       | 10.246  | 1,04  | -     |
| Indipendenti Siciliani di Sinistra              | 5.706   | 0,58  | -     |
| Totale                                          | 988.652 |       | 23    |

| Democrazia Cristiana | Unione Democratica Nazionale                                        | Partito Socialista Italiano di Unità Proletaria                               | Movimento Indipendentista Siciliano                                     |
| --- | ------------------------------------------------------------------- | ----------------------------------------------------------------------------- | ----------------------------------------------------------------------- |
| - Mario Scelba - Gaetano Vigo - Maria Nicotra Fiorini - Michelangelo Trimarchi - Corrado Terranova - Attilio Salvatore - Antonio Romano - Emanuele Guerrieri - Giuseppe Caronia - Carmelo Caristia | - Gaetano Martino - Guido Basile - Giuseppe Candela - Uberto Bonino | - Giovanni Cartia - → Giuseppe Saragat - Eduardo Di Giovanni - Giuseppe Lupis | - Concetto Gallo - → Andrea Finocchiaro Aprile - Attilio Castrogiovanni |
| Fronte dell'Uomo Qualunque | Partito Comunista Italiano                                          | Blocco Nazionale della Libertà                                                |                                                                         |
| - Bartolomeo Cannizzo - Ottavia Penna Buscemi | - → Girolamo Li Causi - Antonino D'Agata                            | - Orazio Condorelli                                                           |                                                                         |

1. ↑  Opta per la circoscrizione Roma-Viterbo-Latina-Frosinone
2. ↑  Elezione annullata il 3 luglio 1947 (in seguito ad un diverso computo dei voti di preferenza); sostituito da Giuseppe Sapienza
3. ↑  Opta per la circoscrizione Palermo-Trapani-Agrigento-Caltanissetta
4. ↑  Opta per il collegio unico nazionale

## Elezioni politiche 1948
| Liste                                                | Voti      | %     | Seggi |
| ---------------------------------------------------- | --------- | ----- | ----- |
| Democrazia Cristiana                                 | 567.827   | 49,33 | 15    |
| Fronte Democratico Popolare                          | 220.202   | 19,13 | 5     |
| Partito Nazionale Monarchico - Alleanza del Lavoro   | 100.763   | 8,75  | 2     |
| Blocco Nazionale                                     | 95.193    | 8,27  | 2     |
| Unità Socialista                                     | 76.444    | 6,64  | 2     |
| Movimento Sociale Italiano                           | 32.003    | 2,78  | -     |
| Unione Movimenti Federalisti                         | 26.402    | 2,29  | -     |
| Partito Repubblicano Italiano                        | 19.999    | 1,74  | -     |
| Partito Cristiano Sociale                            | 3.827     | 0,33  | -     |
| Concentrazione Nazionale Combattenti Uniti           | 2.019     | 0,18  | -     |
| Gruppo Politico La Destra                            | 1.593     | 0,14  | -     |
| Fronte Unico Anticomunista - Risveglio Nazionale     | 1.444     | 0,13  | -     |
| Movimento Nazionalista per la Democrazia Sociale     | 1.396     | 0,12  | -     |
| Movimento Nazionale Sinistrati Danneggiati di Guerra | 1.179     | 0,10  | -     |
| Movimento Unità d'Italia                             | 726       | 0,06  | -     |
| Totale                                               | 1.151.017 |       | 26    |

| Democrazia Cristiana | Fronte Democratico Popolare                                                                 | Partito Nazionale Monarchico        | Blocco Nazionale                  | Unità Socialista                     |
| --- | ------------------------------------------------------------------------------------------- | ----------------------------------- | --------------------------------- | ------------------------------------ |
| - Mario Scelba - Corrado Terranova - Maria Nicotra - Michelangelo Trimarchi - Filadelfio Caroniti - Attilio Salvatore - Gaetano Vigo - Francesco Turnaturi - Giuseppe Caronia - Giacinto Artale - Giuseppe Tudisco - Emanuele Guerrieri - Carlo Stagno d'Alcontres - Filippo Lo Giudice - Fortunato Calcagno | - Antonino Pino - Virgilio Failla - Giuseppe Lupis - Giacomo Calandrone - Angelo D'Agostino | - Francesco Saija - Giuseppe Basile | - Gaetano Martino - Uberto Bonino | - Bianca Bianchi - Luigi Castiglione |

## Elezioni politiche 1953
| Liste                                           | Voti      | %     | Seggi |
| ----------------------------------------------- | --------- | ----- | ----- |
| Democrazia Cristiana                            | 415.989   | 35,43 | 10    |
| Partito Comunista Italiano                      | 249.399   | 21,24 | 6     |
| Partito Nazionale Monarchico                    | 147.633   | 12,57 | 3     |
| Movimento Sociale Italiano                      | 135.756   | 11,56 | 3     |
| Partito Socialista Italiano                     | 77.861    | 6,63  | 2     |
| Partito Liberale Italiano                       | 72.705    | 6,19  | 1     |
| Partito Socialista Democratico Italiano         | 37.047    | 3,16  | -     |
| Partito Repubblicano Italiano                   | 15.690    | 1,34  | -     |
| Unione Socialista Indipendente                  | 12.454    | 1,06  | -     |
| Alleanza Democratica Nazionale                  | 4.121     | 0,35  | -     |
| Centro Politico Italiano                        | 4.002     | 0,34  | -     |
| Unione Nazionale Democratica Impiegati Pubblici | 1.515     | 0,13  | -     |
| Totale                                          | 1.174.172 |       | 25    |

| Democrazia Cristiana | Partito Comunista Italiano                                                                                    | Partito Nazionale Monarchico                                                |
| --- | --- | --------------------------------------------------------------------------- |
| - Mario Scelba - Vito Scalia - Corrado Terranova - Francesco Turnaturi - Enrico Spadola - Nicolò Di Bernardo - Emanuele Guerrieri - Nicola Cavallaro - Antonino Dante - Gaetano Vigo | - Palmiro Togliatti - Antonino Pino - Giacomo Calandrone - Virgilio Failla - Otello Marilli - Giuseppe Schirò | - → Uberto Bonino - Giuseppe Basile - Letterio La Spada - Salvatore Barberi |
| Movimento Sociale Italiano | Partito Socialista Italiano                                                                                   | Partito Liberale Italiano                                                   |
| - Filippo Anfuso - Gennaro Villelli - Francesco Infantino | - Riccardo Lombardi - Biagio Andò                                                                             | - Gaetano Martino                                                           |

1. ↑  Opta per il collegio unico nazionale

## Elezioni politiche 1958
| Liste                                            | Voti      | %     | Seggi |
| ------------------------------------------------ | --------- | ----- | ----- |
| Democrazia Cristiana                             | 552.118   | 42,86 | 13    |
| Partito Comunista Italiano                       | 282.695   | 21,94 | 6     |
| Partito Socialista Italiano                      | 125.353   | 9,73  | 3     |
| Partito Liberale Italiano                        | 90.873    | 7,05  | 2     |
| Movimento Sociale Italiano                       | 79.415    | 6,16  | 2     |
| Partito Monarchico Popolare                      | 55.513    | 4,31  | 1     |
| Partito Nazionale Monarchico                     | 54.192    | 4,21  | 1     |
| Partito Socialista Democratico Italiano          | 35.652    | 2,77  | 1     |
| Partito Repubblicano Italiano - Partito Radicale | 8.151     | 0,63  | -     |
| Partito Socialista Siciliano                     | 3.136     | 0,24  | -     |
| Concentrazione Europea Democratica               | 1.223     | 0,09  | -     |
| Totale                                           | 1.288.321 |       | 29    |

| Democrazia Cristiana | Partito Comunista Italiano                                                                                             | Partito Socialista Italiano                      | Partito Liberale Italiano               |
| --- | --- | ------------------------------------------------ | --------------------------------------- |
| - Mario Scelba - Corrado Terranova - Vito Scalia - Domenico Magrì - Giuseppe Gerbino - Antonino Gullotti - Enrico Spadola - Matteo Agosta - Emanuele Guerrieri - Francesco Turnaturi - Antonino Dante - Raffaello Salutari - Alfonso Cerreti | - Girolamo Li Causi - Virgilio Failla - Pancrazio De Pasquale - Francesco Pezzino - Giuseppe Bufardeci - Antonino Pino | - Vincenzo Gatto - Biagio Andò - Matteo Gaudioso | - Gaetano Martino - Guido Basile        |
| Movimento Sociale Italiano | Partito Monarchico Popolare                                                                                            | Partito Nazionale Monarchico                     | Partito Socialista Democratico Italiano |
| - Filippo Anfuso - Giuseppe Calabrò | - Uberto Bonino | - Salvatore Barberi                              | - Giuseppe Lupis                        |

## Elezioni politiche 1963
| Liste                                            | Voti      | %     | Seggi |
| ------------------------------------------------ | --------- | ----- | ----- |
| Democrazia Cristiana                             | 499.545   | 39,38 | 12    |
| Partito Comunista Italiano                       | 292.900   | 23,09 | 7     |
| Partito Socialista Italiano                      | 132.244   | 10,42 | 3     |
| Partito Liberale Italiano                        | 125.334   | 9,88  | 3     |
| Movimento Sociale Italiano                       | 93.656    | 7,38  | 2     |
| Partito Socialista Democratico Italiano          | 67.777    | 5,34  | 1     |
| Partito Democratico Italiano di Unità Monarchica | 30.620    | 2,41  | 1     |
| Partito Repubblicano Italiano                    | 14.779    | 1,17  | -     |
| Concentrazione di Unità Rurale                   | 11.718    | 0,92  | -     |
| Totale                                           | 1.268.573 |       | 29    |

| Democrazia Cristiana | Partito Comunista Italiano | Partito Socialista Italiano                          | Partito Liberale Italiano                              |
| --- | --- | ---------------------------------------------------- | ------------------------------------------------------ |
| - Mario Scelba - Vito Scalia - Antonino Gullotti - Corrado Terranova - Francesco Turnaturi - Domenico Magrì - Salvatore Barberi - Giuseppe Gerbino - Enrico Spadola - Matteo Agosta - Marcello Sgarlata - Antonino Dante | - Emanuele Macaluso - Pancrazio De Pasquale - Francesco Pezzino - Virgilio Failla - Giovanni Battista Grimaldi - Sebastiano Di Lorenzo - Giambattista Fanales | - Vincenzo Gatto - Maria Alessi Catalano - Vito Raia | - Gaetano Martino - Guido Basile - Bartolomeo Cannizzo |
| Movimento Sociale Italiano | Partito Socialista Democratico Italiano | Partito Democratico Italiano di Unità Monarchica     |                                                        |
| - Filippo Anfuso - Giuseppe Calabrò | - Giuseppe Lupis | - Giuseppe Basile                                    |                                                        |

## Elezioni politiche 1968
| Liste                                            | Voti      | %     | Seggi |
| ------------------------------------------------ | --------- | ----- | ----- |
| Democrazia Cristiana                             | 509.634   | 40,36 | 13    |
| Partito Comunista Italiano                       | 279.622   | 22,15 | 7     |
| Partito Socialista Unificato                     | 138.521   | 10,97 | 3     |
| Movimento Sociale Italiano                       | 89.643    | 7,10  | 2     |
| Partito Liberale Italiano                        | 84.668    | 6,71  | 2     |
| Partito Socialista Italiano di Unità Proletaria  | 64.972    | 5,15  | 1     |
| Partito Repubblicano Italiano                    | 49.761    | 3,94  | 1     |
| Partito Democratico Italiano di Unità Monarchica | 26.190    | 2,07  | -     |
| Nuova Repubblica                                 | 9.377     | 0,74  | -     |
| Partito Autonomo Pensionati d'Italia             | 8.294     | 0,66  | -     |
| Partito Monarchico Nazionale                     | 1.964     | 0,16  | -     |
| Totale                                           | 1.262.646 |       | 29    |

| Democrazia Cristiana | Partito Comunista Italiano | Partito Socialista Unificato                            | Movimento Sociale Italiano            |
| --- | --- | ------------------------------------------------------- | ------------------------------------- |
| - Vito Scalia - Antonino Drago - Antonino Gullotti - Vincenzo Pavone - Domenico Magrì - Niccolò Grassi Bertazzi - Francesco Turnaturi - Giuseppe Azzaro - Enrico Spadola - Marcello Sgarlata - Giuseppe Gerbino - Corrado Terranova - Salvatore Barberi | - Emanuele Macaluso - Giuseppe Guglielmino - Emanuele Tuccari - Giovanni Battista Grimaldi - Francesco Pezzino - Antonino Piscitello - Filippo Traina | - Giuseppe Lupis - Armando Cascio - Corrado Scardavilla | - Saverio D'Aquino - Orazio Santagati |
| Partito Liberale Italiano | Partito Socialista Italiano di Unità Proletaria | Partito Repubblicano Italiano                           |                                       |
| - Antonio Mazzarino - Sebastiano Fulci | - Vincenzo Gatto | - Ugo La Malfa                                          |                                       |

## Elezioni politiche 1972
| Liste                                           | Voti      | %     | Seggi |
| ----------------------------------------------- | --------- | ----- | ----- |
| Democrazia Cristiana                            | 519.531   | 38,96 | 12    |
| Partito Comunista Italiano                      | 275.725   | 20,67 | 7     |
| Movimento Sociale Italiano - Destra Nazionale   | 243.661   | 18,27 | 6     |
| Partito Socialista Italiano                     | 101.710   | 7,63  | 2     |
| Partito Liberale Italiano                       | 50.663    | 3,80  | 1     |
| Partito Socialista Democratico Italiano         | 44.527    | 3,34  | 1     |
| Partito Socialista Italiano di Unità Proletaria | 39.135    | 2,93  | -     |
| Partito Repubblicano Italiano                   | 36.704    | 2,75  | 1     |
| Il manifesto                                    | 8.289     | 0,62  | -     |
| Movimento Politico dei Lavoratori               | 4.793     | 0,36  | -     |
| Partito Comunista (Marxista-Leninista) Italiano | 4.224     | 0,32  | -     |
| Partito Comunista Siciliano                     | 2.958     | 0,22  | -     |
| Azione Cristiana Popolare                       | 1.735     | 0,13  | -     |
| Totale                                          | 1.333.655 |       | 30    |

| Democrazia Cristiana | Partito Comunista Italiano | Movimento Sociale Italiano - Destra Nazionale                                                                            | Partito Socialista Italiano                |
| --- | --- | --- | ------------------------------------------ |
| - Antonino Gullotti - → Mario Scelba - Antonino Drago - Salvatore Urso - Vincenzo Pavone - Concetto Lo Bello - Domenico Magrì - Antonino Perrone - Niccolò Grassi Bertazzi - Giuseppe Azzaro - Francesco Turnaturi - Enrico Spadola - Marcello Sgarlata | - Paolo Bufalini - Cesare Terranova - Giuseppa Mendola - Alfredo Bisignani - Giuseppe Guglielmino - Benito Cerra - Giuseppe Mancuso | - Saverio D'Aquino - Orazio Santagati - Giuseppe Calabrò - Vincenzo Trantino - Antonino Buttafuoco - Giuseppe Tortorella | - Armando Cascio - Salvatore Fausto Fagone |
| Partito Liberale Italiano | Partito Socialista Democratico Italiano                                                                                             | Partito Repubblicano Italiano                                                                                            |                                            |
| - Antonio Mazzarino | - Giuseppe Lupis | - Ugo La Malfa |                                            |

1. ↑  Opta per il Senato
2. ↑  Dimissionario in data 27.04.1976 (in seguito all'elezione a sindaco di Catania); subentra Salvatore Barberi in data 28.04.1976

## Elezioni politiche 1976
| Liste                                         | Voti      | %     | Seggi |
| --------------------------------------------- | --------- | ----- | ----- |
| Democrazia Cristiana                          | 612.595   | 41,20 | 12    |
| Partito Comunista Italiano                    | 410.588   | 27,62 | 8     |
| Movimento Sociale Italiano - Destra Nazionale | 189.080   | 12,72 | 4     |
| Partito Socialista Italiano                   | 124.241   | 8,36  | 2     |
| Partito Socialista Democratico Italiano       | 47.268    | 3,18  | 1     |
| Partito Repubblicano Italiano                 | 43.220    | 2,91  | 1     |
| Partito Liberale Italiano                     | 29.253    | 1,97  | 1     |
| Democrazia Proletaria                         | 15.553    | 1,05  | -     |
| Partito Radicale                              | 12.948    | 0,87  | -     |
| Nuovo Partito Popolare                        | 1.967     | 0,13  | -     |
| Totale                                        | 1.486.713 |       | 29    |

| Democrazia Cristiana | Partito Comunista Italiano | Movimento Sociale Italiano - Destra Nazionale                                | Partito Socialista Italiano      |
| --- | --- | ---------------------------------------------------------------------------- | -------------------------------- |
| - Antonino Gullotti - Vito Scalia - Antonino Drago - Salvatore Urso - Vincenzo Pavone - Niccolò Grassi Bertazzi - Concetto Lo Bello - Antonino Perrone - Nino Lombardo - Giuseppe Azzaro - Giosuè Salomone - Marcello Sgarlata | - Emanuele Macaluso - Salvatore Corallo - Angela Maria Bottari - Cesare Terranova - Alfredo Bisignani - Giovanni Rossino - Giuseppe Mancuso - Giuseppe Guglielmino | - Orazio Santagati - Saverio D'Aquino - Vincenzo Trantino - Giuseppe Calabrò | - Nicola Capria - Vincenzo Gatto |
| Partito Socialista Democratico Italiano | Partito Repubblicano Italiano | Partito Liberale Italiano                                                    |                                  |
| - Giuseppe Lupis | - Ugo La Malfa | - Antonio Mazzarino                                                          |                                  |

## Elezioni politiche 1979
| Liste                                         | Voti      | %     | Seggi |
| --------------------------------------------- | --------- | ----- | ----- |
| Democrazia Cristiana                          | 622.132   | 42,39 | 12    |
| Partito Comunista Italiano                    | 317.740   | 21,65 | 6     |
| Partito Socialista Italiano                   | 148.001   | 10,08 | 3     |
| Movimento Sociale Italiano - Destra Nazionale | 138.607   | 9,44  | 3     |
| Partito Socialista Democratico Italiano       | 72.600    | 4,95  | 1     |
| Partito Repubblicano Italiano                 | 49.193    | 3,35  | 1     |
| Partito Radicale                              | 40.249    | 2,74  | 1     |
| Partito Liberale Italiano                     | 26.751    | 1,82  | -     |
| Democrazia Nazionale                          | 20.929    | 1,43  | -     |
| Partito di Unità Proletaria                   | 16.340    | 1,11  | -     |
| Nuova Sinistra Unita                          | 8.180     | 0,56  | -     |
| Fronte Giustizialista Siciliano               | 5.146     | 0,35  | -     |
| Movimento Popolare Cristiano                  | 1.921     | 0,13  | -     |
| Totale                                        | 1.467.789 |       | 27    |

| Democrazia Cristiana | Partito Comunista Italiano                                                                                     | Partito Socialista Italiano                  | Movimento Sociale Italiano - Destra Nazionale           |
| --- | --- | -------------------------------------------- | ------------------------------------------------------- |
| - Antonino Gullotti - Antonino Drago - Giuseppe Astone - Salvatore Urso - Luigi Foti - Vito Scalia - Vincenzo Pavone - Giuseppe Azzaro - Antonino Perrone - Nino Lombardo - Concetto Lo Bello - Giuseppe Russo | - Emanuele Macaluso - Angela Maria Bottari - Aldo Rizzo - Pietro Barcellona - Salvatore Rindone - Luigi Boggio | - Nicola Capria - Natale Amodeo - Salvo Andò | - Vincenzo Trantino - Orazio Santagati - Girolamo Rallo |
| Partito Socialista Democratico Italiano | Partito Repubblicano Italiano                                                                                  | Partito Radicale                             |                                                         |
| - Dino Madaudo | - Pasquale Bandiera                                                                                            | - Adele Faccio                               |                                                         |

## Elezioni politiche 1983
| Liste                                         | Voti      | %     | Seggi |
| --------------------------------------------- | --------- | ----- | ----- |
| Democrazia Cristiana                          | 540.150   | 36,05 | 11    |
| Partito Comunista Italiano                    | 320.075   | 21,36 | 6     |
| Partito Socialista Italiano                   | 199.041   | 13,28 | 4     |
| Movimento Sociale Italiano - Destra Nazionale | 179.015   | 11,95 | 3     |
| Partito Repubblicano Italiano                 | 74.362    | 4,96  | 1     |
| Partito Socialista Democratico Italiano       | 71.267    | 4,76  | 1     |
| Partito Liberale Italiano                     | 56.518    | 3,77  | 1     |
| Partito Nazionale Pensionati                  | 21.635    | 1,44  | -     |
| Partito Radicale                              | 17.832    | 1,19  | -     |
| Democrazia Proletaria                         | 13.638    | 0,91  | -     |
| Giustizia e Libertà                           | 1.692     | 0,11  | -     |
| Lista per Trieste                             | 1.682     | 0,11  | -     |
| Movimento Popolare Cristiano                  | 1.607     | 0,11  | -     |
| Totale                                        | 1.498.514 |       | 27    |

| Democrazia Cristiana | Partito Comunista Italiano                                                                                   | Partito Socialista Italiano                                        | Movimento Sociale Italiano - Destra Nazionale         |
| --- | --- | ------------------------------------------------------------------ | ----------------------------------------------------- |
| - Antonino Drago - Antonino Gullotti - Giuseppe Astone - Benedetto Nicotra - Salvatore Urso - Luigi Foti - Nino Lombardo - Antonino Perrone - Giuseppe Azzaro - Giuseppe Russo - Concetto Lo Bello | - Emanuele Macaluso - Angela Maria Bottari - Lucio Magri - Giovanni Rossino - Salvatore Rindone - Aldo Rizzo | - Nicola Capria - Salvo Andò - Natale Amodeo - Francesco Barbalace | - Vincenzo Trantino - Girolamo Rallo - Paolo Tringali |
| Partito Repubblicano Italiano | Partito Socialista Democratico Italiano                                                                      | Partito Liberale Italiano                                          |                                                       |
| - Antonino Germanà | - Dino Madaudo                                                                                               | - Saverio D'Aquino                                                 |                                                       |

## Elezioni politiche 1987
| Liste                                         | Voti      | %     | Seggi |
| --------------------------------------------- | --------- | ----- | ----- |
| Democrazia Cristiana                          | 595.260   | 38,48 | 11    |
| Partito Comunista Italiano                    | 306.081   | 19,78 | 6     |
| Partito Socialista Italiano                   | 221.791   | 14,34 | 4     |
| Movimento Sociale Italiano - Destra Nazionale | 154.906   | 10,01 | 3     |
| Partito Repubblicano Italiano                 | 81.274    | 5,25  | 1     |
| Partito Liberale Italiano                     | 52.482    | 3,39  | 1     |
| Partito Socialista Democratico Italiano       | 51.121    | 3,30  | 1     |
| Partito Radicale                              | 29.721    | 1,92  | 1     |
| Lista Verde                                   | 19.070    | 1,23  | -     |
| Democrazia Proletaria                         | 15.782    | 1,02  | -     |
| Liga Veneta - Pensionati Uniti                | 9.711     | 0,63  | -     |
| Giustizia e Libertà                           | 4.793     | 0,31  | -     |
| Rinascita Siciliana                           | 2.951     | 0,19  | -     |
| Partito Sardo d'Azione                        | 1.179     | 0,08  | -     |
| Alleanza Popolare                             | 999       | 0,06  | -     |
| Totale                                        | 1.547.121 |       | 28    |

| Democrazia Cristiana | Partito Comunista Italiano                                                                                         | Partito Socialista Italiano                                        | Movimento Sociale Italiano - Destra Nazionale         |
| --- | --- | ------------------------------------------------------------------ | ----------------------------------------------------- |
| - Antonino Gullotti - Giuseppe Astone - Antonino Drago - Benedetto Nicotra - Ferdinando Latteri - Luigi Foti - Giuseppe Azzaro - Salvatore D'Alia - Salvatore Urso - Orazio Sapienza - Antonino Perrone | - Emanuele Macaluso - Anna Finocchiaro - Paolo Monello - Raniero La Valle - Giuseppe Lucenti - Giuseppe Mangiapane | - Nicola Capria - Salvo Andò - Francesco Barbalace - Natale Amodeo | - Vincenzo Trantino - Domenico Nania - Girolamo Rallo |
| Partito Repubblicano Italiano | Partito Liberale Italiano                                                                                          | Partito Socialista Democratico Italiano                            | Partito Radicale                                      |
| - Salvatore Grillo | - Saverio D'Aquino                                                                                                 | - Dino Madaudo                                                     | - Emma Bonino                                         |

## Elezioni politiche 1992
| Liste                                         | Voti      | %     | Seggi |
| --------------------------------------------- | --------- | ----- | ----- |
| Democrazia Cristiana                          | 617.318   | 39,70 | 12    |
| Partito Socialista Italiano                   | 239.141   | 15,38 | 5     |
| Partito Democratico della Sinistra            | 169.549   | 10,90 | 3     |
| Movimento Sociale Italiano - Destra Nazionale | 111.180   | 7,15  | 2     |
| La Rete                                       | 88.421    | 5,69  | 2     |
| Partito Repubblicano Italiano                 | 85.478    | 5,50  | 2     |
| Partito Socialista Democratico Italiano       | 65.867    | 4,24  | 1     |
| Partito Liberale Italiano                     | 63.102    | 4,06  | 1     |
| Partito della Rifondazione Comunista          | 55.900    | 3,59  | 1     |
| Federazione dei Verdi                         | 23.442    | 1,51  | -     |
| Lista Marco Pannella                          | 8.552     | 0,55  | -     |
| Sì Referendum                                 | 8.042     | 0,52  | -     |
| Caccia Pesca Ambiente                         | 7.441     | 0,48  | -     |
| Partito Pensionati                            | 5.990     | 0,39  | -     |
| Lega Nord                                     | 3.795     | 0,24  | -     |
| Federalismo                                   | 1.767     | 0,11  | -     |
| Totale                                        | 1.554.985 |       | 29    |

| Democrazia Cristiana | Partito Socialista Italiano                                                                | Partito Democratico della Sinistra                  | Movimento Sociale Italiano           | La Rete                          |
| --- | ------------------------------------------------------------------------------------------ | --------------------------------------------------- | ------------------------------------ | -------------------------------- |
| - Rino Nicolosi - Giuseppe Astone - Ferdinando Latteri - Luigi Foti - Salvatore D'Alia - Santino Pagano - Salvatore Urso - Antonio Scavone - Orazio Sapienza - Nino Lombardo - Giovanni Francesco Antoci - Benedetto Nicotra | - Salvo Andò - Nicola Capria - Francesco Barbalace - Salvatore Stornello - Michele Cortese | - Anna Finocchiaro - Gaetano Grasso - Paolo Monello | - Vincenzo Trantino - Domenico Nania | - Claudio Fava - Rino Piscitello |
| Partito Repubblicano Italiano | Partito Socialista Democratico Italiano                                                    | Partito Liberale Italiano                           | Partito della Rifondazione Comunista |                                  |
| - Enzo Bianco - Salvatore Grillo | - Dino Madaudo                                                                             | - Saverio D'Aquino                                  | - Pancrazio De Pasquale              |                                  |